# Chang Gyu-cheol
Chang Gyu-cheol (également Jang Gyu-Cheol, en coréen : 장 규철, né le 11 juin 1992 à Gyeonggi-do) est un nageur sud-coréen, spécialiste du papillon.
En 2010, il remporte le 100 m papillon des Jeux olympiques de la jeunesse devant le Sud-Africain Chad le Clos, en portant son record personnel à 53 s 13.